# Крав-мага

Логотип International Krav Maga Federation

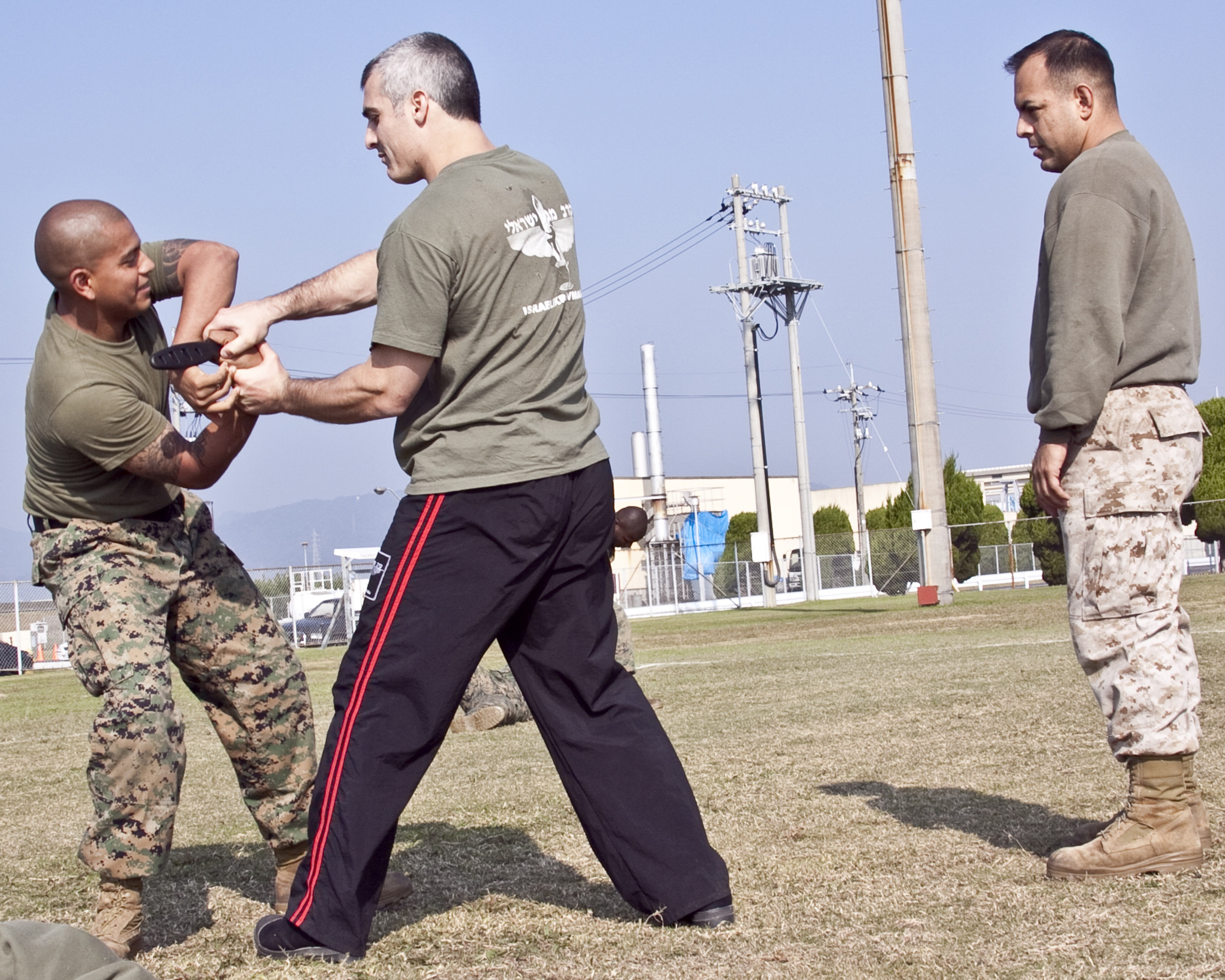

Крав-мага́ (ивр. קרב מגע‎ — «контактный бой») — разработанная в Израиле военная система рукопашного боя, делающая акцент на быстрой нейтрализации угрозы жизни. Система получила известность после того, как была принята на вооружение различными израильскими силовыми структурами.

## Происхождение названия
Название на иврите означает буквально «контактный бой» (мага (ивр. מגע‎) — контакт, крав (ивр. קרב‎) — бой), и относится к бою при физическом взаимодействии с противником, в отличие от боя с применением оружия на расстоянии (хотя в крав-мага изучаются современные виды оружия — винтовки, пистолеты — и другие предметы в сочетании с приёмами самообороны). В 1930-х годах Ими Лихтенфельд разработал данную систему рукопашного боя, чтобы помочь еврейской общине Братиславы защищаться от нацистов.

## Основные принципы
В крав-мага не существует чётких правил и нет различия между тренировками для мужчин и женщин. Система не является спортивной, отсутствует специальная форма одежды и соревнования, хотя некоторые организации присуждают по мере обучения различные знаки классности. Все приёмы концентрируются на максимальной эффективности в условиях реальной схватки. Исходя из установки, что при нападении реального противника не будет жалости или снисхождения, ответная реакция (как атака, так и защита) направлена на нейтрализацию угрозы и спасения настолько быстро и безопасно, насколько это возможно, и рассчитана на использование в ситуациях потенциальной угрозы жизни. Делается акцент на поражение уязвимых точек (включая тычки в глаза и удар в пах), удары головой и другие приёмы, а также импровизированное использование любых доступных предметов. В то же время при обучении показывается, как смягчить приёмы адекватно ситуации, и подчёркивается необходимость соблюдения пределов необходимой самообороны.
Основные принципы крав-мага
- Не получить повреждений (и особенно не дать уронить себя на землю — иначе добьют);
- Быстро обезвредить нападающего;
- Быстро перейти от оборонительной к наступательной технике;
- Использовать рефлексы тела;
- Использовать уязвимые места противников;
- Использовать любой подручный предмет для защиты или нападения.

Вышеупомянутые принципы были разработаны с учётом опасных для жизни ситуаций, поэтому постоянно подчёркивается необходимость соизмерения реакции с угрозой.
В целом, крав-мага требует сначала устранить непосредственную опасность, предотвратить дальнейшие агрессивные действия, а затем нейтрализовать нападающего. В некоторых обстоятельствах во избежание развития опасной ситуации допускается превентивное нападение.
В отличие от ряда восточных единоборств, крав-мага не базируется на некоей философской системе. Её предназначение — обеспечить физическое выживание, а не духовное самосовершенствование. Поэтому основой крав-мага являются научные исследования рефлексов человека — как нападающего, так и обороняющегося.
| Белый      |
| Жёлтый     |
|            |
| Оранжевый  |
|            |
| Зелёный    |
|            |
| Синий      |
|            |
| Коричневый |
|            |
| Чёрный     |
|            |
|            |
|            |
|            |

## Тренинг
Хотя крав-мага использует в своем ассортименте приемы и техники других боевых искусств, но методика подготовки и тренинг проходит иначе. Делается акцент на ситуационный метод подготовки бойца в условиях максимально приближенных к реальным ситуациям в частности: против нескольких противников или защищая третье лицо, бой одной рукой, при головокружении или против вооружённых противников. Подчёркивается важность быстрого обучения и ивр. רצף‎ ([рэ́цеф] — непрерывность, в данном контексте: «постоянное движение в бою»), а также эффективности как при атаке, так и при защите.
Во время тренинга подчёркиваются следующие принципы: 1) в реальном бою нет правил и 2) во время тренировки нельзя повредить себя или партнёра. Тренировка включает аэробные и анаэробные нагрузки и проходит с использованием защитной экипировки. Используется защита головы, паха, голени, предплечья, резиновые щиты и т. д., благодаря чему достигается реалистичный уровень воздействия без повреждений. Это позволяет ученику отрабатывать технику защиты и нападения с полной силой и ощутить на себе силу удара.
В некоторых школах практикуется «Strike and Fight» — полноконтактный спарринг, целью которого является ознакомление учащихся со стрессом, возникающим во время боя.
Тренировка может проходить при использовании громкой музыки, стробоскопа, устройств для выработки искусственного дыма и т. д., что позволяет научиться игнорировать отвлекающие условия и сосредоточиться на анализе ситуации. Для увеличения реализма перед отработкой защиты могут проводиться изнуряющие физические упражнения, тренинг может проходить на местности с различным рельефом, в стесняющих условиях, с повязкой на глазах и т. д. Акцент делается на симуляции реального боя настолько, насколько это возможно в условиях тренировки.
Типичный урок в гражданской школе длится около часа и сочетает физическую подготовку с обучением приёмам самозащиты. Сначала проводятся интенсивные физические нагрузки, упражнения на растяжку, затем демонстрируются два-три приёма самозащиты — наступательные (удары кулаком, локтями и коленями) или оборонительные (уход от удушающих захватов или захватов запястий, выход из-под противника в положении лёжа). После этого, обычно проводятся физические упражнения, сочетающие освоенные приёмы с акробатической тренировкой. В конце занятий проводится серия физических упражнений. По мере увеличения уровня, инструкторы переходят к более сложным или менее распространённым типам нападения — с ножом, в сложных условиях и т. д.

## История

### Ими Лихтенфельд
Система крав-мага была разработана в 1930-х годах Ими Лихтенфельдом, известным также как Ими Сдеор («сде ор» — «поле света», перевод фамилии на иврит). Первоначально он обучал своей системе борьбы в Братиславе, чтобы помочь защитить еврейскую общину от нацистских вооружённых формирований. После прибытия в Палестину, Лихтенфельд начал преподавать рукопашный бой в Хагане. После образования в 1948 году Государства Израиль он стал главным инструктором по физической подготовке и рукопашному бою в Школе боевой подготовки Армии обороны Израиля. Лихтенфельд прослужил в АОИ до 1964 года, постоянно развивая и совершенствуя свою систему. После выхода в отставку он же адаптировал крав-мага к гражданским реалиям.
Но в 1960-е годы речь шла все же скорее о факультативном преподавании разновидности самообороны, преподаваемой такими мастерами, как Гади Скорник, Моше Галиско, Денис Ганновер, Хаим Пеер, Мони Айзик, Эли Авикзар, Хаим Гидон, Егуда Ваздиас. Крав-мага как отдельная система продолжала формироваться на протяжении 1960-х и 1970-х под влиянием нескольких мастеров, в том числе указанных выше. Официально ранги крав-мага были введены только в 1968 году.
В 1978 году Лихтенфельдом и рядом инструкторов была основана некоммерческая организация Israeli Krav Maga Association.
Ими Лихтенфельд скончался в январе 1998 года в Нетании.

### Распространение за пределы Израиля
До 1980 года все специалисты по крав-мага жили только в Израиле и преподавали в рамках Israeli Krav Maga Association. В 1980 году начались первые контакты между ними и учащимися в США. В 1981 году группа из шести инструкторов крав-мага приехала в США, где провела показ системы, преимущественно в еврейских общинных центрах. Были также проведены показы в Нью-Йоркском отделении ФБР и Академии ФБР в Куантико (штат Виргиния). Результатом стал ответный визит 22 граждан США в Израиль весной 1981 года для участия в базовом инструкторском курсе (набор проводился также в 1984 и 1986 годах). Выпускники вернулись в США и стали создавать тренировочные центры. Одновременно с этим инструкторы из Израиля продолжали посещать США. В 1985 году начало проводиться обучение сотрудников американских правоохранительных органов. Ежегодно в Нетании для обученных лиц проводятся курсы на получение инструкторского сертификата.
В России центры обучения крав-мага имеются в Петербурге, Москве, Екатеринбурге, Новосибирске и ряде других городов.

### Современное состояние
Крав-мага является официальной системой самозащиты и боя в Армии обороны Израиля, и каждый израильский солдат, включая служащих в отделениях специального назначения (например, Дувдеван), обучается приёмам крав-мага. Крав-мага также используется израильской полицией и охранными агентствами.
Кроме того, в Израиле и в некоторых других странах крав-мага преподаётся гражданским лицам, военным, сотрудникам правоохранительных органов и охранных агентств.

## Организации

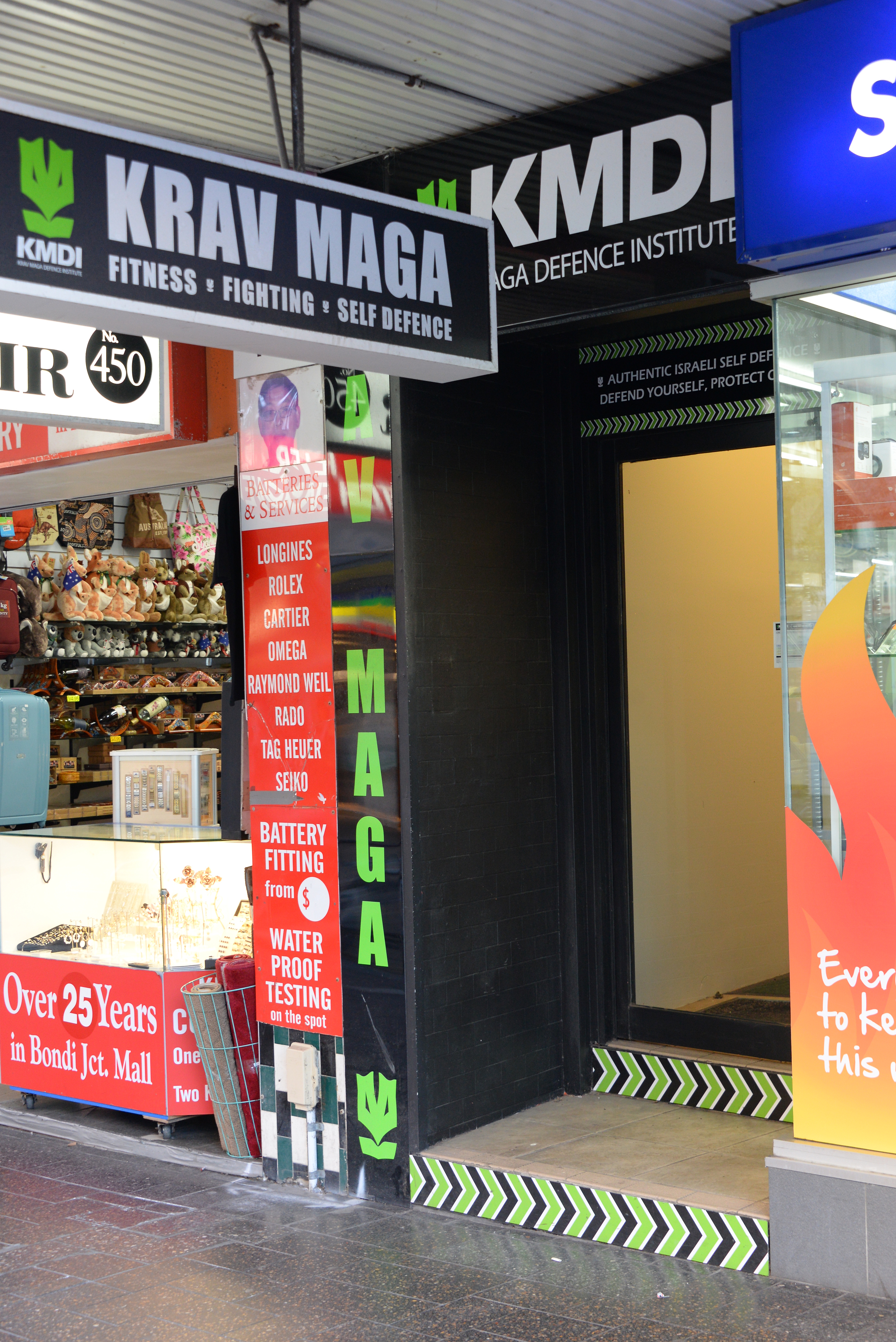
Кружок крав-мага в Сиднее

- The International Krav Maga Federation (IKMF) — расположена в Израиле, основана несколькими ведущими учениками Лихтенфельда, включая Габи Ноаха, Ави Мояля и Эли Бен-Ами. В настоящее время возглавляется Ави Моялем.
- Krav Maga Global (KMG) — международная организация крав-мага, основана бывшим шеф-инструктором IKMF Эялем Яниловым. Основное политика организации — создание организации с более совершенной структурой и развития крав-мага по всему миру.
- Krav Maga Maleh (KMM) — расположенная в Израиле международная организация крав-мага. Основатель и шеф-инструктор Гай Дар, 8 Дан крав-мага.

## Юмор
В связи с боевой направленностью данного единоборства существует шутка, что если бы проводились мировые соревнования по крав-мага, то победитель получил бы в качестве приза оплату счёта из реанимации, занявший второе место — инвалидную коляску, а третье — бесплатные похороны.